# Лас Ломас (Калифорнија)
Лас Ломас (енгл. Las Lomas) насељено је место без административног статуса у америчкој савезној држави Калифорнија.

## Демографија
По попису из 2010. године број становника је 3.024, што је 54 (-1,8%) становника мање него 2000. године.
| Група             | 2000.         | 2010.         |
| Белци             | 403 (13,1%)   | 232 (7,7%)    |
| Афроамериканци    | 25 (0,8%)     | 37 (1,2%)     |
| Азијати           | 43 (1,4%)     | 53 (1,8%)     |
| Хиспаноамериканци | 2.583 (83,9%) | 2.696 (89,2%) |
| Укупно            | 3.078         | 3.024         |